# Hyphus subvittatus
Hyphus subvittatus là một loài bọ cánh cứng trong họ Cerambycidae.